# Eynesbury
Eynesbury är en stadsdel i St Neots, i civil parish St Neots, i distriktet Huntingdonshire, i grevskapet Cambridgeshire i England. Civil parish hade 1 348 invånare år 1951. Byn nämndes i Domedagsboken (Domesday Book) år 1086, och kallades då Einuluesberia/Einuluesberie.